# Preobrazhenskita
La preobrazhenskita és un mineral de la classe dels borats. Anomenada així per Pàvel Ivanovitx Preobrazhenskii, investigador rus de dipòsits salins de l'Institut d'Halurgy, Sant Petersburg.

## Característiques
La preobrazhenskita és un borat de fórmula química Mg₃B11O15(OH)9. Cristal·litza en el sistema ortoròmbic.
Segons la classificació de Nickel-Strunz, la preobrazhenskita pertany a «06.GB - Filononaborats, etc.» juntament amb els següents minerals: studenitsita, penobsquisita i walkerita.

## Formació i jaciments
Va ser descoberta Kazakhstan en un jaciment de borats. S'ha descrit en roques de gra fi constituïdes per halita i polihalita. Només s'ha descrit en dues localitats del Kazakhstan.